# (15388) Coelum
Pour les articles homonymes, voir Coelum.
(15388) Coelum est un astéroïde de la ceinture principale.

## Description
(15388) Coelum est un astéroïde de la ceinture principale. Il fut découvert le 27 septembre 1997 à Bologne par l'observatoire San Vittore. Il présente une orbite caractérisée par un demi-grand axe de 2,39 UA, une excentricité de 0,21 et une inclinaison de 2,7° par rapport à l'écliptique.

## Compléments